# (508823) 2001 RX143
(508823) 2001 RX143, também escrito como (508823) 2001 RX143, é um objeto transnetuniano que está localizado no cinturão de Kuiper, uma região do Sistema Solar. Este corpo celeste é classificado como um plutino, pois, o mesmo está em uma ressonância orbital de 2:3 com o planeta Netuno. O mesmo possui uma magnitude absoluta de 6,5 e tem um diâmetro com cerca de 221 km. O astrônomo Mike Brown liste este corpo celeste em sua página na internet como um candidato a possível planeta anão.

## Descoberta
2001 RX143 foi descoberto no dia 12 de setembro de 2001 pelo astrônomo Marc W. Buie.

## Órbita
A órbita de (508823) 2001 RX143 tem uma excentricidade de 0,296 e possui um semieixo maior de 39,248 UA. O seu periélio leva o mesmo a uma distância de 27,625 UA em relação ao Sol e seu afélio a 50,871 UA.